# أكانوا
أكانوا (بالإنجليزية: Atanua)‏ ربة الفجر البولينيزية التاهواتينية (جزيرة تاهواتا Tahuata من جزر الماركيز). تخلق النار في الصباح. زوجة آتيا Atea. وطفلها هو تو- میا Tu - Mea الرجل الأول.